# Arycanda umbrilinea
Arycanda umbrilinea là một loài bướm đêm trong họ Geometridae.